# NGC 6723
NGC 6723 هي مجرة تتبع كوكبة الرامي. اكتشفها جيمس دنلوب في 2 يونيو 1826.

## روابط خارجية
- NGC 6723 على موقع ويكي سكاي: DSS2, SDSS, GALEX, IRAS, Hydrogen α, X-Ray, Astrophoto, Sky Map, Articles and images